# Vedplanter til skygge

## Liste over træagtige Planter, der også trives i Skygge.
(+ betyder: i dyb Skygge.)

### Sommer- og vintergrønne Træer og Buske.
- Navr (Acer campestre)
- Akebia quinata, Slyngplante
- Cornus mas Kirsebær kornel
- Cornus sanguinea
- Cornus stolinifera
- Cotoneaster lucidus
- Almindelig Hvidtjørn (Crataegus laevigata) eller Engriflet Hvidtjørn (Crataegus monogyna)
- Daphne mezereum + (Peberbusk)
- Diervilla
- Almindelig Bøg (Fagus sylvatica) +
- Hypericum calycinum
- Kerria japonica
- Ligustrum liguster arterne
- Lonicera tatarica,
- Lonicera xylosteum +
- Lycium halimifolia (Bukketorn)
- Phuladelphus conorarius (uægte Jasmin)
- Prunus mahaleb (Weichseltræ)
- Almindelig Hæg (Prunus padus)
- Rhamnus frangula, når der tillige er fugtigt (Tørstetræ)
- Ribes alpinum + (Fjeldribs)
- Sambucus canadensis
- Almindelig Hyld (Sambucus nigra)
- Drue-Hyld (Sambucus racemosa)
- Sorbaria sorbifolia
- Sorbus aucuparia (Skovrøn)
- Symphoricarpus orbiculatus
- Symphoricarpus racemosa + (Snebær)
- Viburnum opulus

### StedsegrønneBuske.
- Aucuba +
- Berberisarter
- Buxusarter + (Buksbom)
- Evonymus japonica
- Evonymus radicans
- Almindelig Vedbend (Hedera helix) 'Arborea' + ligesom de heftende Arter (Vedbend)
- Kristtorn (Ilex aquifolium) +
- Mahonia japonica
- Pachysandra terminalis +
- Prunus laurocerasus
- Prunus lusitanica
- Rhododendronvarieteter

### Nåletræer
- Abies alba (Alm. Ædelgran) i Ungdommen
- Juniperus communis Enebær)
- Juniperus sabina +
- Taxus baccata + (Taks)
- Thuja occidentalis (alm. Thuja)
- Thuja gigantea (Kæmpethuja)
- Tsuga canadensis